# Șilea, Alba
Șilea (în maghiară Magyarsülye) este un sat în comuna Fărău din județul Alba, Transilvania, România.

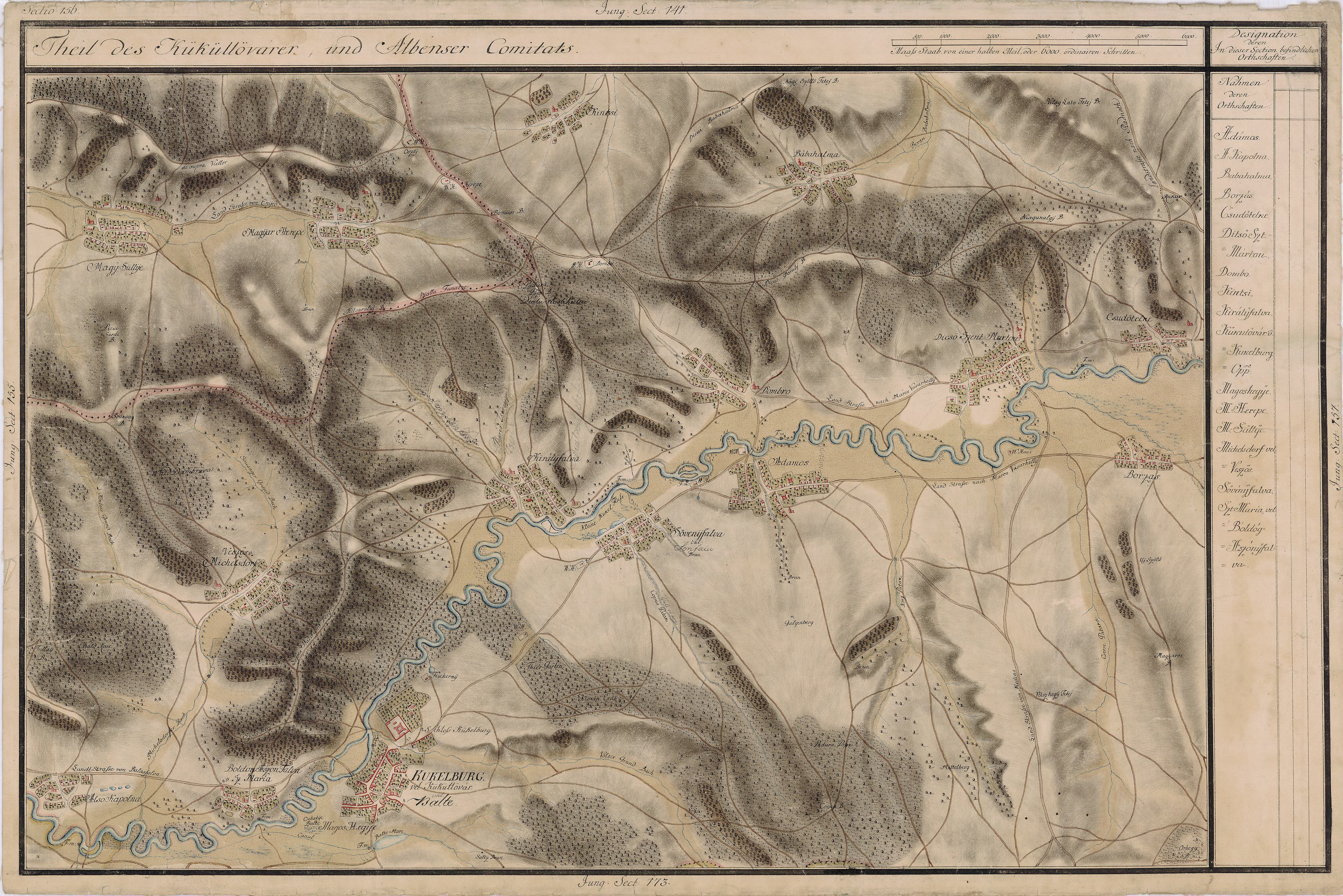
Șilea (Magyarsülye) pe Harta Iosefină a Transilvaniei, 1769-73 (Sectio 156)

## Istoric
Pe Harta Iosefină a Transilvaniei din 1769-1773 (Sectio 156) apare sub numele de Magyarsülye.

## Lăcașuri de cult
- Biserica „Sfinții Arhangheli" (1664), cu pictură murală din secolul al XVIII-lea[1]
- Biserica de lemn „Sfântul Nicolae" (în cimitir)
- Biserica Reformată-Calvină (din secolul al XIX-lea)

## Obiectiv memorial
Monumentul Eroilor Români din Al Doilea Război Mondial. Monumentul este de tipul cruce comemorativă și este amplasat în centrul satului Șilea, pentru cinstirea memoriei eroilor români căzuți în Al Doilea Război Mondial. Crucea, cu o înălțime de 4 m, este realizată din lemn, fiind susținută de un soclu din beton, iar împrejmuirea este asigurată de un gard din lemn. Pe ambele fețe ale crucii, pe latura verticală, sunt inscripționate numele a 70 de eroi, în timp ce de-a lungul brațelor sunt înscrise cuvintele: „VOUĂ EROILOR“.

## Personalități
- Ioan Folea (1887 - 1943), deputat în Marea Adunare Națională de la Alba Iulia 1918

## Galerie de imagini

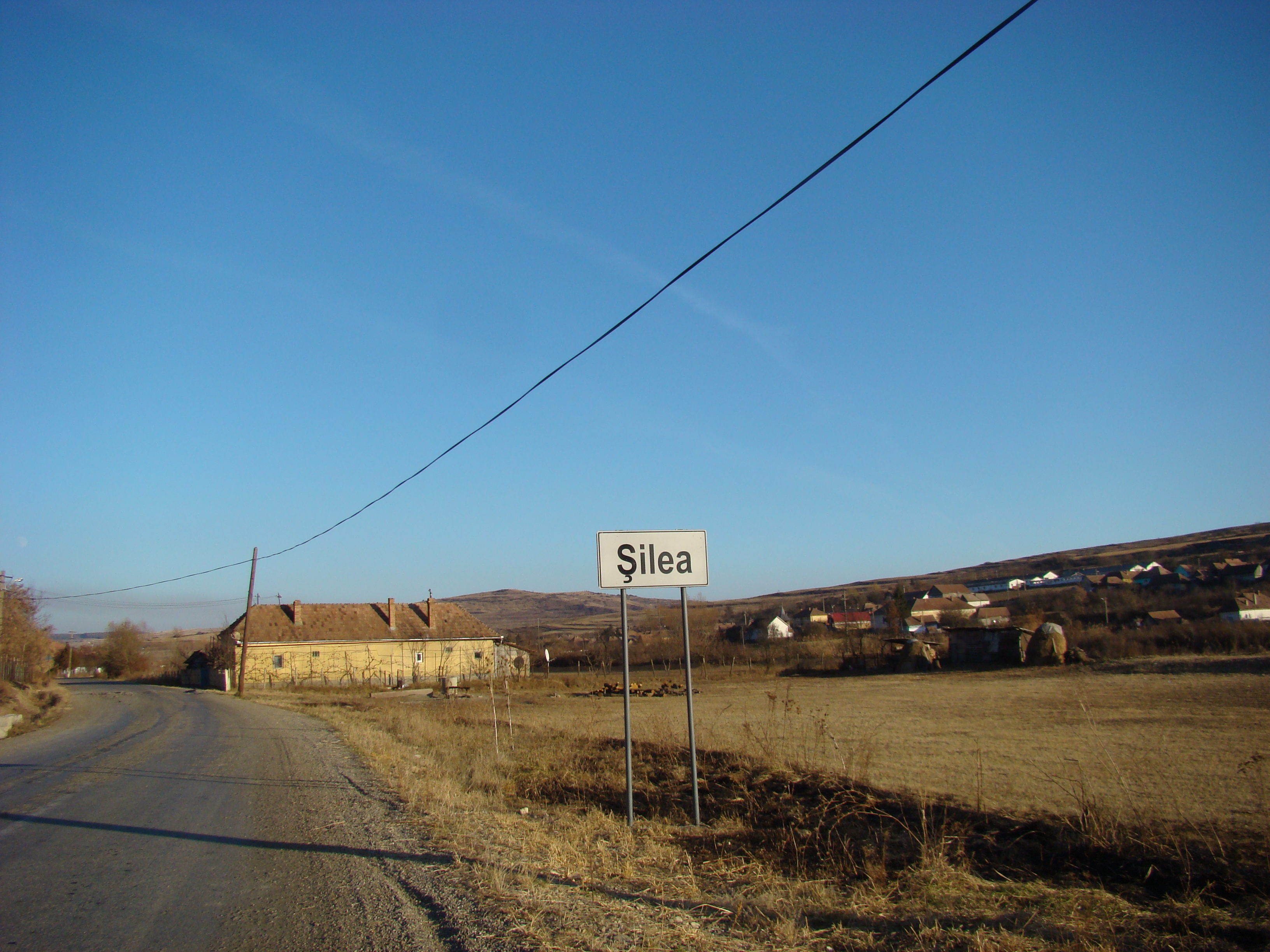
Intrarea în sat
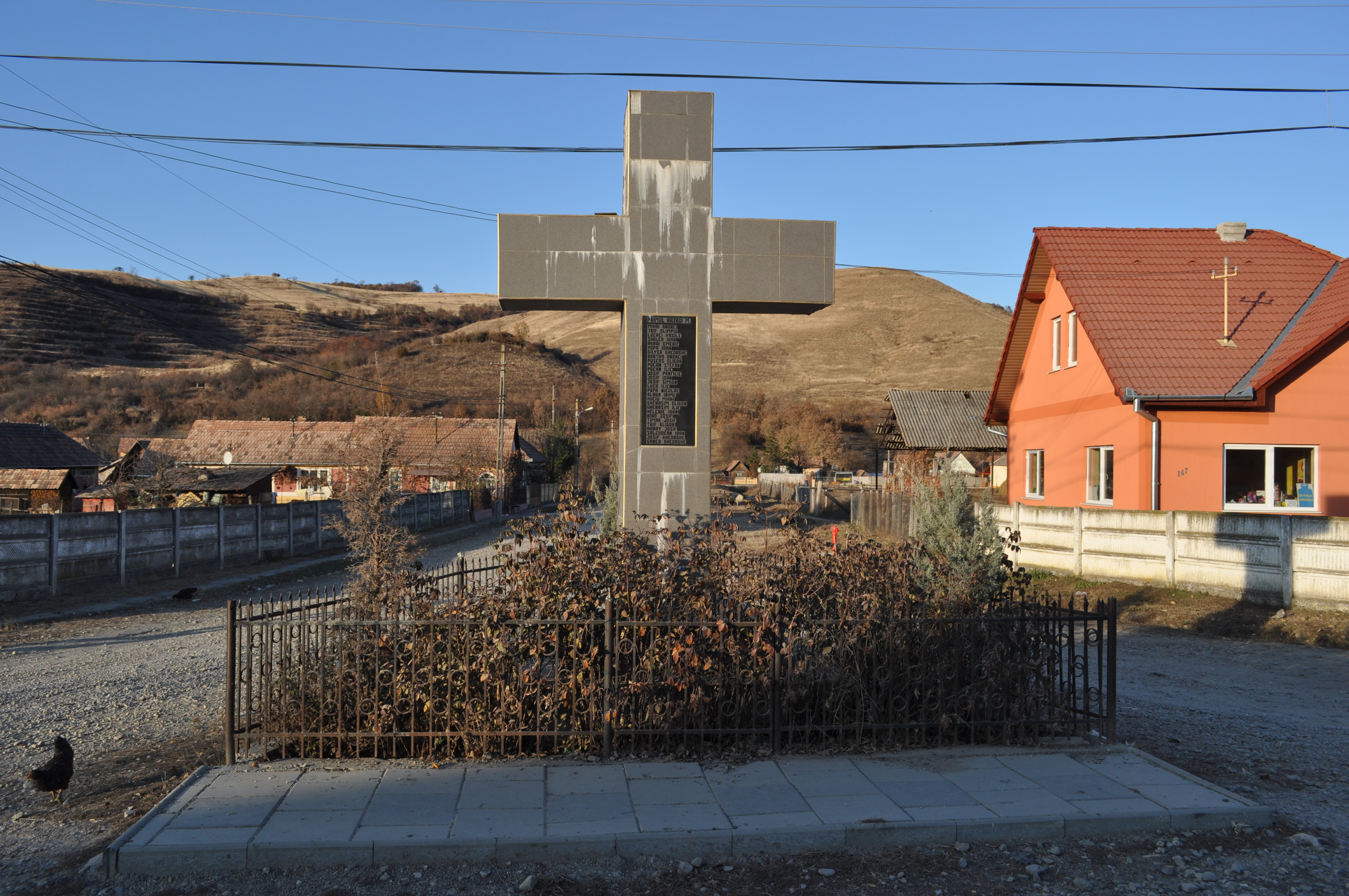
Monumentul Eroilor
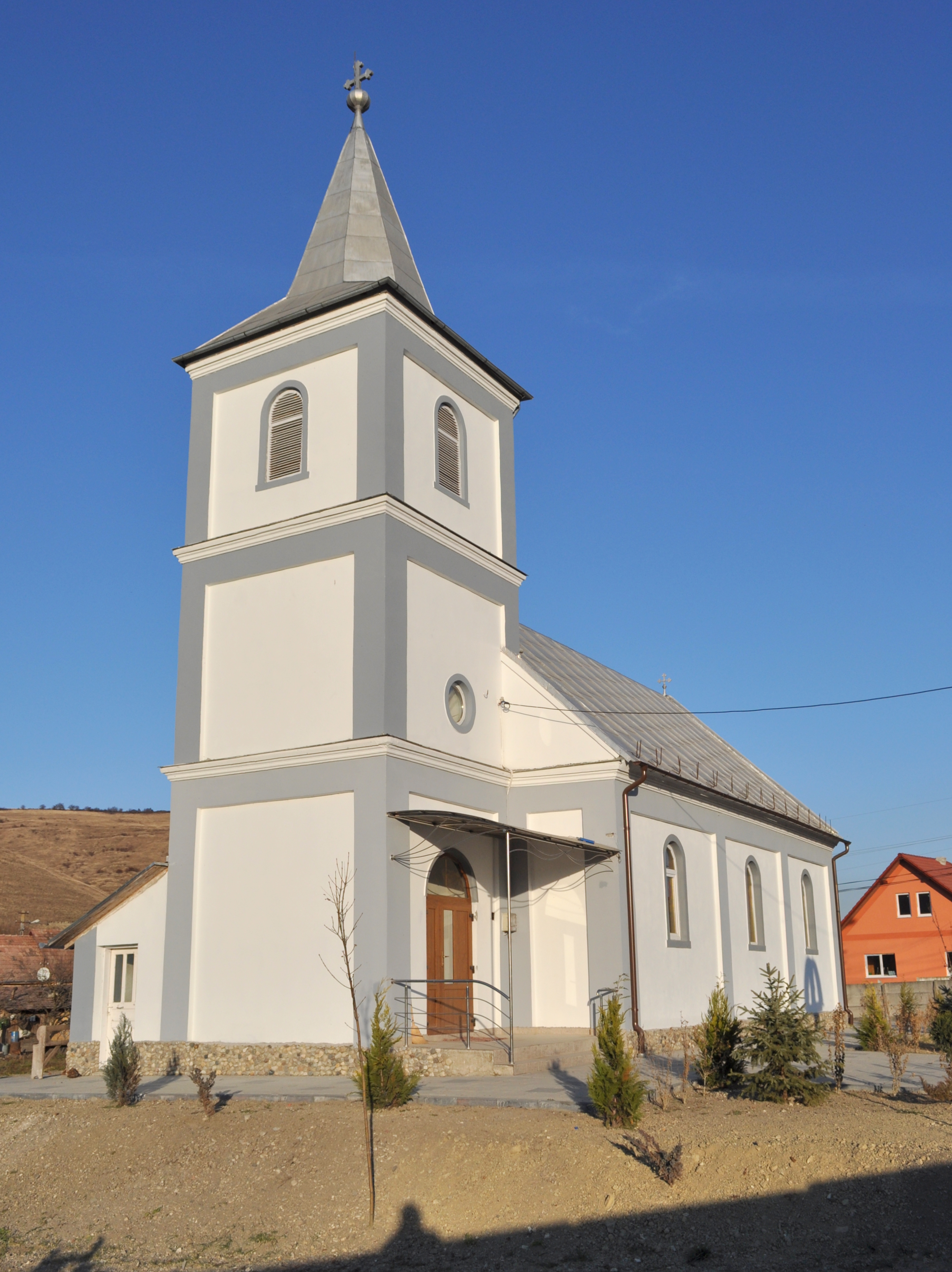
Biserica ortodoxă
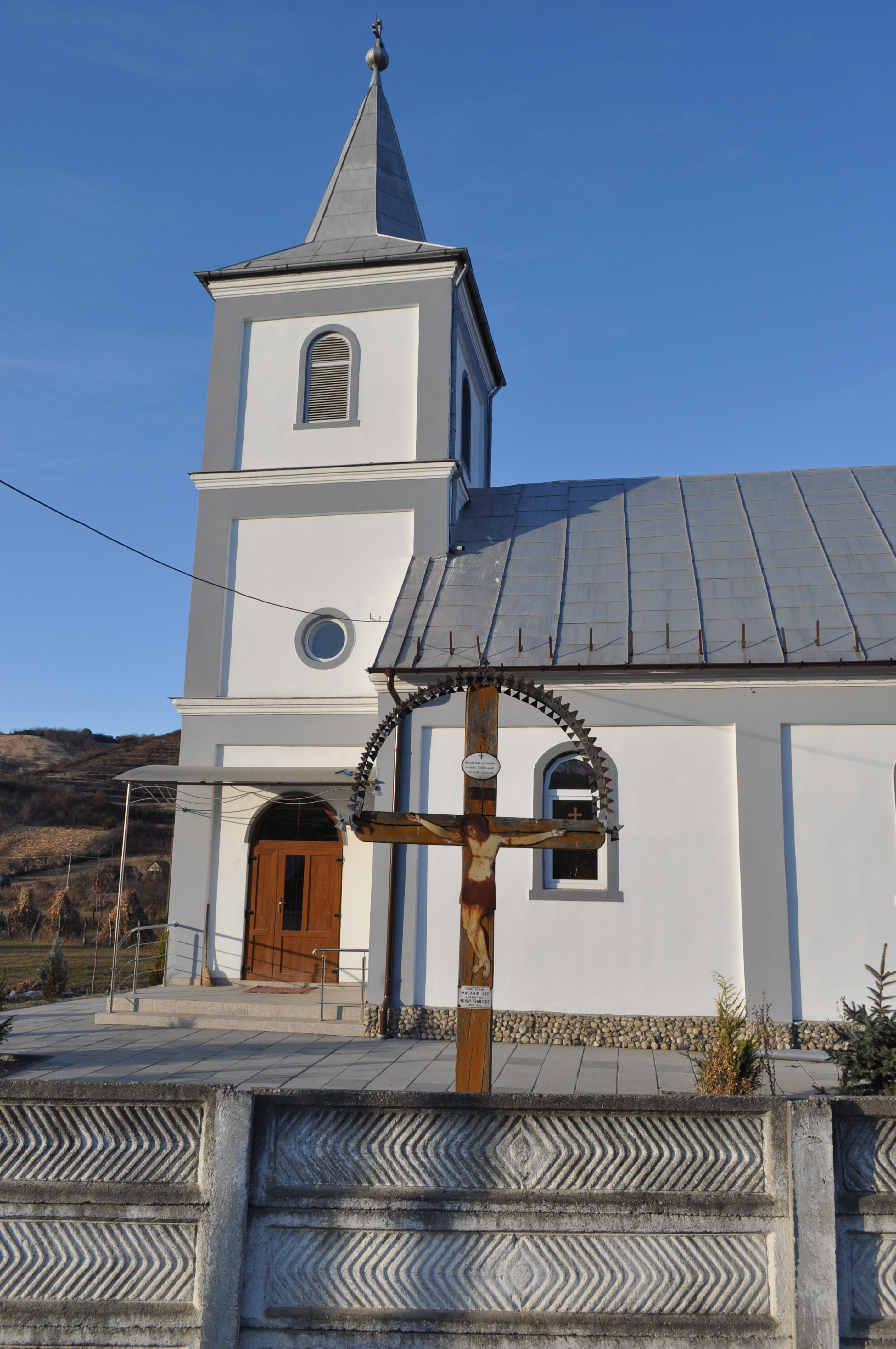
Biserica ortodoxă
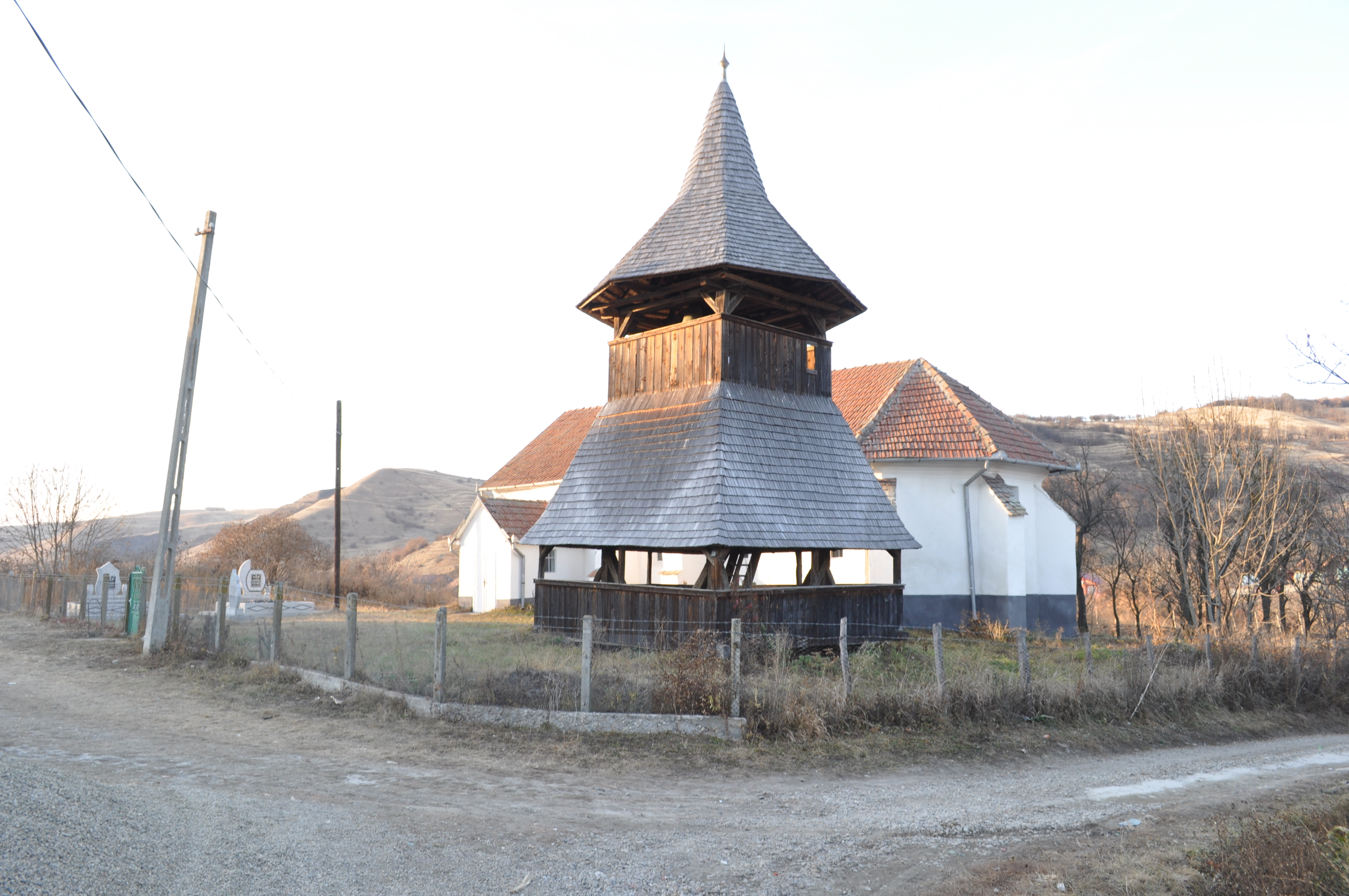
Biserica reformată-calvină (sec.XIX)
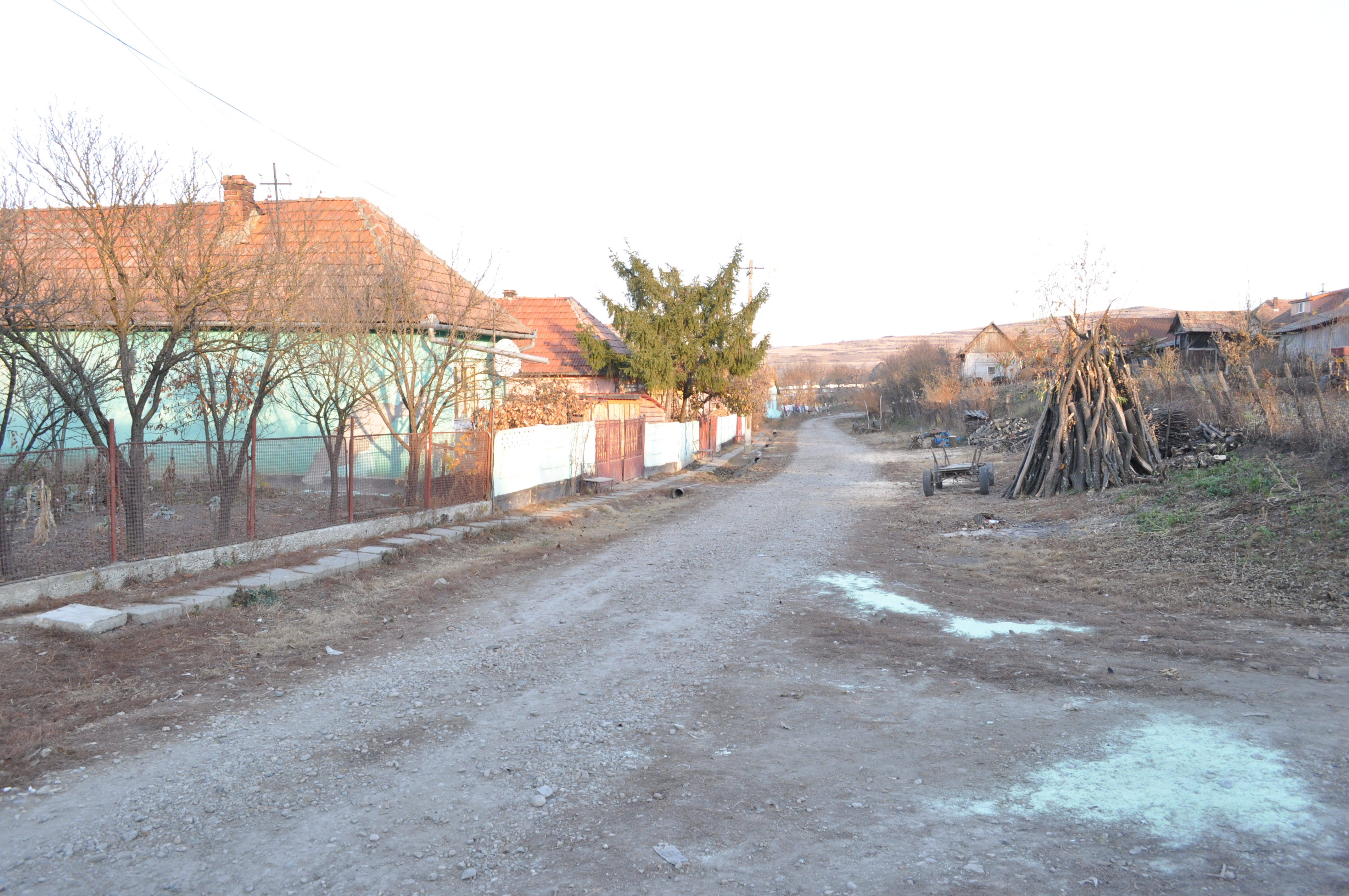
Șilea
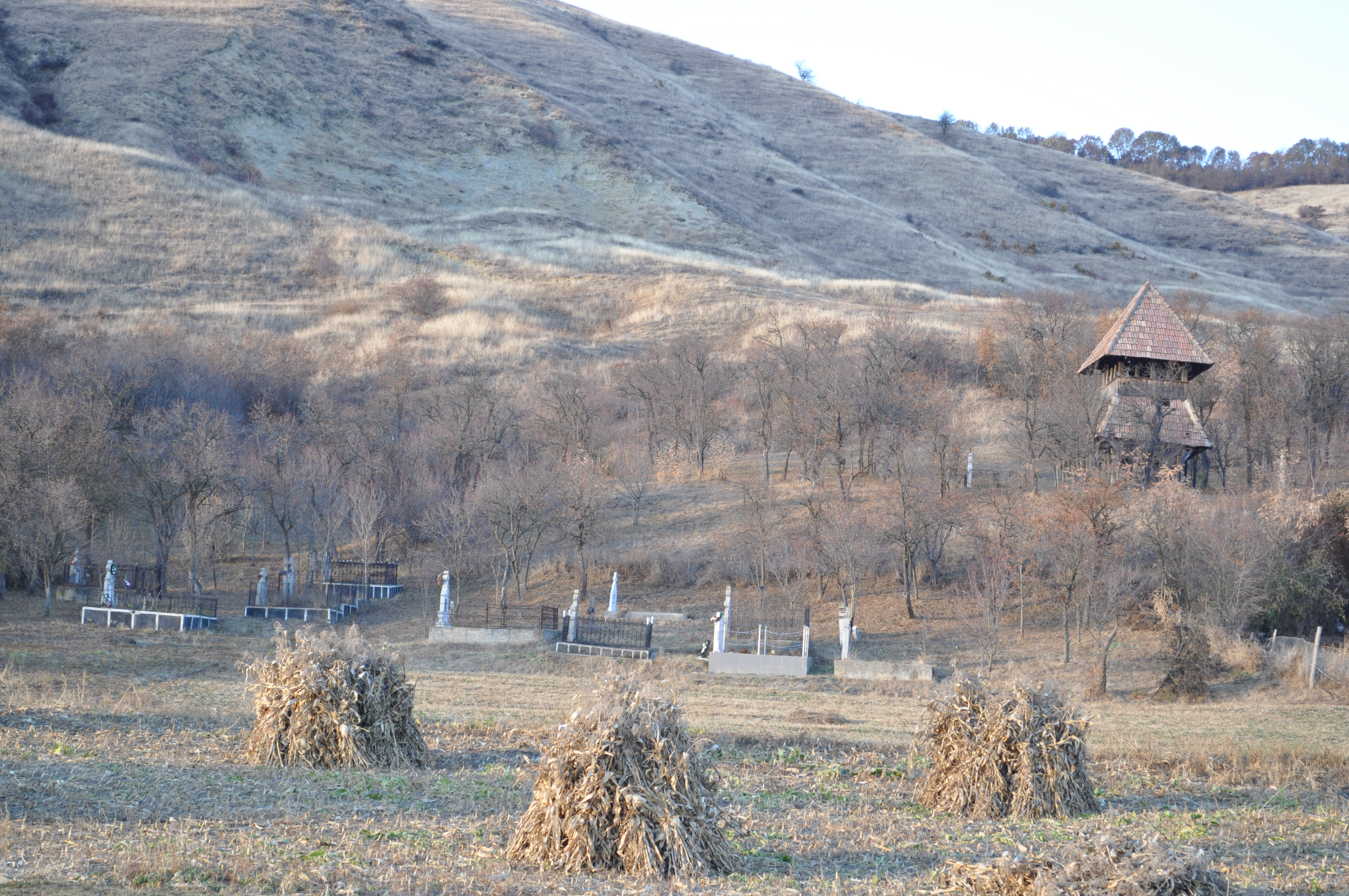
Șilea
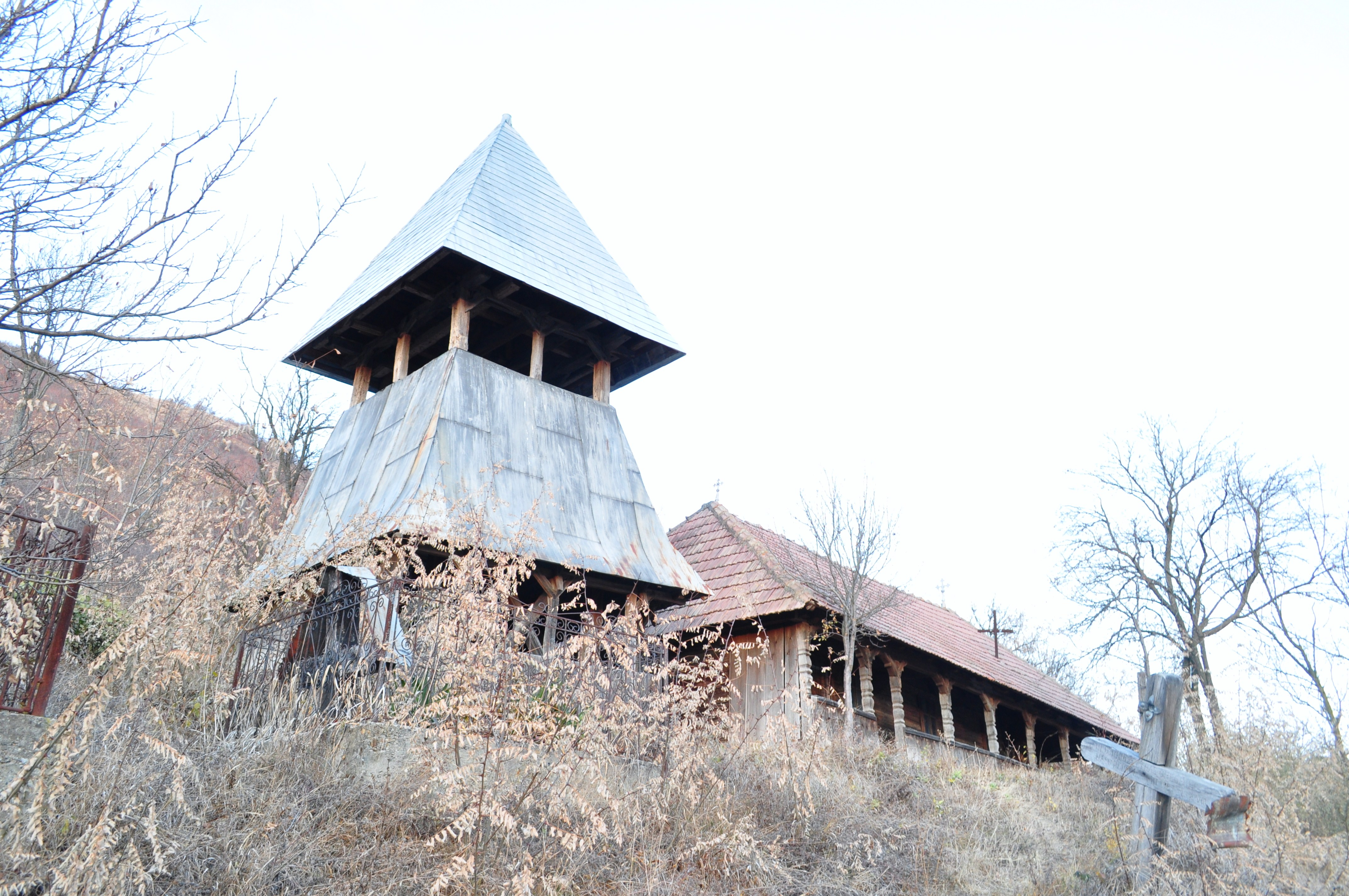
Biserica de lemn „Sf.Nicolae”
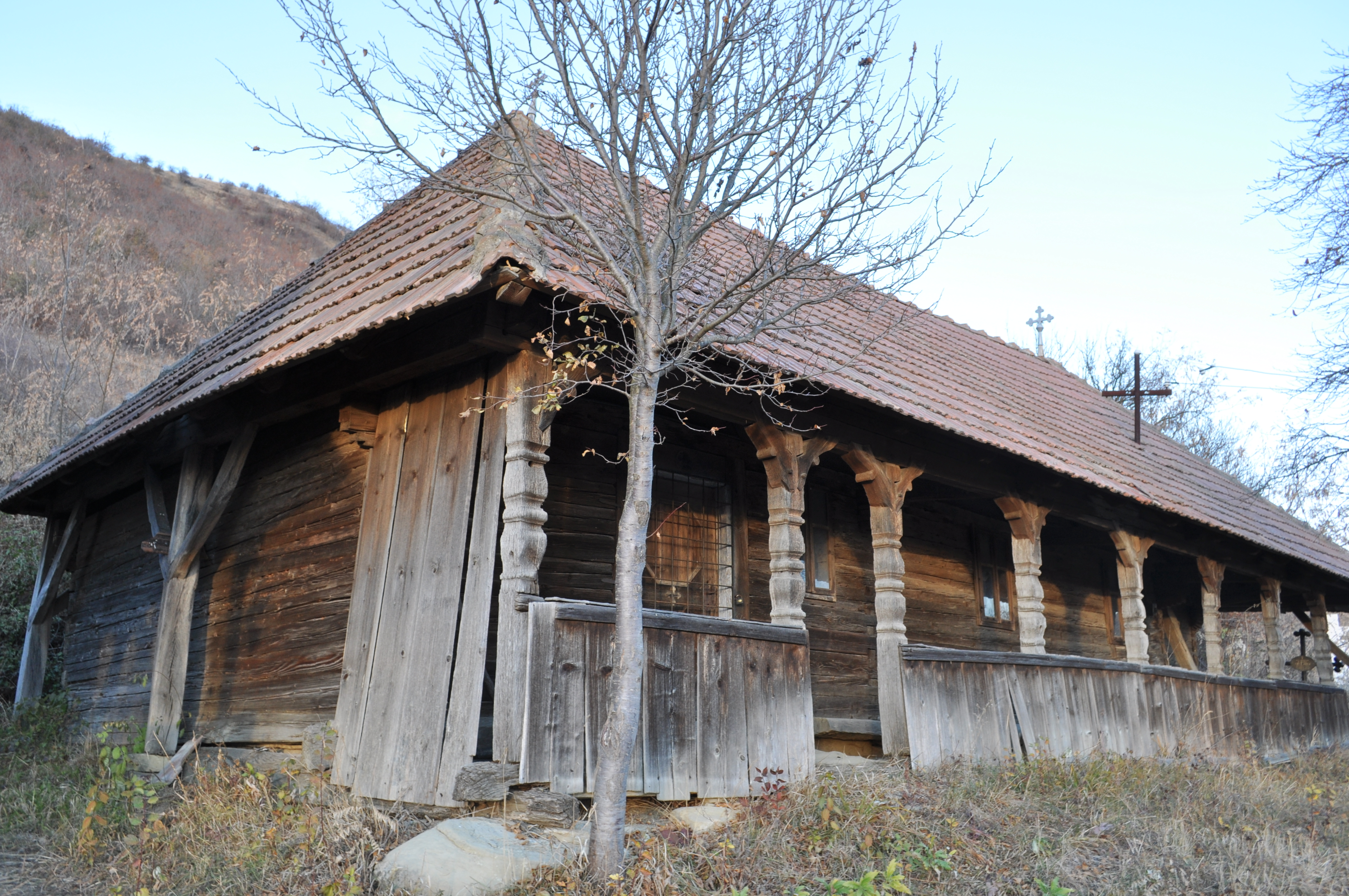
Biserica de lemn „Sf.Nicolae”